# Jeden (album Bob One’a)
Jeden – pierwszy album solowy polskiego wokalisty i rapera Bob One’a. Wydawnictwo ukazało się 17 listopada 2008 roku nakładem wytwórni muzycznej Pink Crow Records. Materiał był promowany teledyskiem do utworu: "W górę".
Gościnnie w nagraniach wzięli udział: wokalista zespołu Jamal – Tomasz "Miodu" Mioduszewski, Jarek "JAreX" Kowalczyk z formacji Bakshish, MC Moe, Marcel "Junior Stress" Galiński oraz znany z występów w zespole EastWest Rockers – Kamil "Grizzlee" Raciborski].
Płyta została wyprodukowana przez duet JuniorBwoy, w skład którego wchodzą muzycy zespołu Vavamuffin – Mothashipp i Jahcob Junior. Na płycie znalazły się również piosenki autorstwa Magiery, Mouse Studio, Łukasza Mroza oraz Piotrka Krakowskiego, a także autorskie remiksy Kadubry i składu Ba-Lan Soundsystem.

## Lista utworów
Źródło.
1. "Boom" (gościnnie: MC Moe) – 3:46
2. "Żyję w kraju" - 4:24
3. "Lojalny skład (gościnnie: Grizzlee, Miodu) – 4:01
4. "Top-A-Top" - 4:16
5. "Możesz wszystko" (gościnnie: Junior Stress) – 4:04
6. "W Górę" - 4:11
7. "Nie ma czasu" - 3:52
8. "Ogień" - 3:14
9. "Znana" - 3:43
10. "Plastik" - 3:01
11. "Nie pytaj" - 3:06
12. "Stodoła" - 3:07
13. "Jeden krok" - 2:37
14. "Duma" (gościnnie: Jarex) – 3:42
15. "Nie pytaj" (Kadubra Remix) – 3:26
16. "Boom" (Ba-Lan Remix) – 4:04